# 大安的列斯群岛
大安地列斯群島（英語：Greater Antilles）是加勒比海中较大的岛屿群，包括古巴、伊斯帕尼奥拉岛、波多黎各、牙买加、纳瓦萨岛和开曼群岛。其中伊斯帕尼奥拉岛分属海地和多米尼加共和国两个国家。它们与小安的列斯群岛一起组成了安的列斯群岛。安地列斯群岛又与卢卡亚群岛一起构成了西印度群岛。
大安的列斯群岛包含四个主权国家，除此之外，波多黎各是美国的非自治领土，开曼群岛是英国的海外领土。面积最大的岛屿是古巴，它一直延伸到岛群的西端。波多黎各处于群岛的最东端。伊斯帕尼奥拉岛是人口最多的岛屿，位于群岛的中央。牙买加位于古巴的南部，开曼群岛位于古巴的西部。佛罗里达州是美国大陆上离大安的列斯群岛最近的地方，而佛罗里达礁岛群位于古巴北部，是距离古巴最近的美国领土。

## 大安地列斯群島的背景
加勒比海諸島，被统稱為西印度群島，根据面積大小及所处位置被分为巴哈馬（或廬卡雅群島）大安地列斯群島及小安的列斯群島。大安地列斯群島是指古巴、牙買加、伊斯帕尼奧拉島（由東面的多米尼加及西面的海地組成）及波多黎各。鄰近以上四個主要島嶼的較小島嶼亦被当作大安的列斯群島的一部分。她們包括在主島周圍，而且亦與主島同屬一個國家，如古巴便包括古巴島及其他周圍較小的島嶼。開曼群島亦因其地理上的鄰近而被算為大安地列斯群島之內。大安地列斯群島由大陸的岩石組成，與由年輕的火山或珊瑚組成的小安地列斯群島截然不同。
大安地列斯群島與作為美國南大門的佛羅里達州隔海相望，明顯具戰略價值。當在海軍力量決定一個國家實力的時候，大安地列斯群島成為帝國間的戰場，在佛羅里達州加入美國。群岛19世紀初期主要是西班牙、法國及英國控制，美西戰爭後，群岛成為美國的勢力範圍，直至1959年的古巴革命前。
大安地列斯群島最初利用作資源開發，期後被用作船隻來往歐洲及新世界的主要登陸港。但當航空商業化後，其戰略價值不斷減少。
海地被視為失敗國家，是当前世界最穷的国家之一，且是美洲最受為貧窮困惱的地方。

## 地理

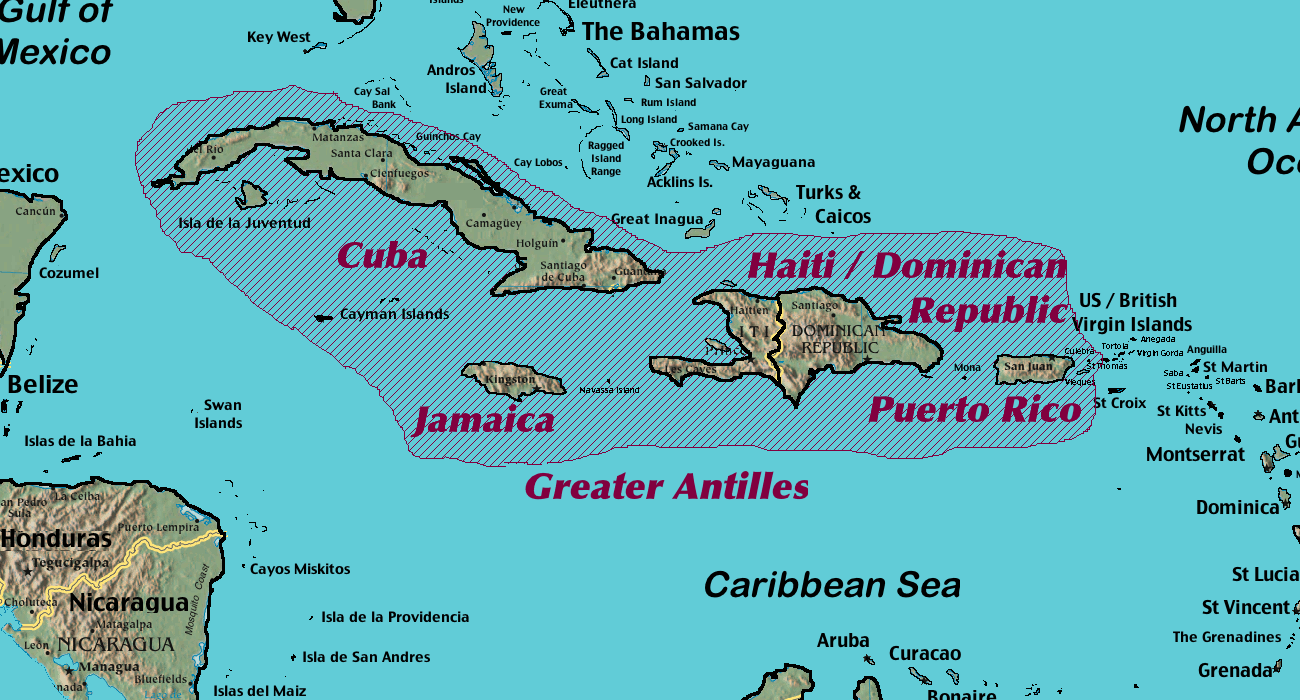
大安地列斯群島

大安的列斯群岛包括四个主要岛屿和许多较小的岛屿。古巴岛是大安的列斯群岛、加勒比地区和拉丁美洲最大的岛屿。紧随其后的是伊斯帕尼奥拉岛。从地质学上讲，维尔京群岛也是大安的列斯群岛的一部分，尽管在政治上它们被认为是小安的列斯的一部分。大安的列斯群岛面积为207411平方公里（80082平方英里），占整个西印度群岛陆地面积的近90%。

## 人口统计概况
大安的列斯群岛被认为是拉丁美洲的一部分，人口3800万，占整个西印度群岛人口的90%以上，占拉丁美洲总人口的6%。多米尼加共和国首都圣多明各人口超过200万，是大安的列斯群岛中最大的城市。其他大城市包括哈瓦那、太子港和圣胡安。古巴、多米尼加共和国和牙买加在大安的列斯群岛的生活质量相当，其人类发展指数为“高人类发展”。古巴是人类发展指数最高的主权国家，但其排名低于波多黎各和开曼群岛，这两个地区都被归类为“极高”。海地的人类发展指数为0.498，是大安的列斯群岛和整个美洲中最低的，被归类为“低人类发展”。

## 语言
大安的列斯群岛所说的语言大多是殖民地语言，也有一些克里奥尔语的影响。西班牙语是古巴、多米尼加共和国和波多黎各的主要语言。英语是牙买加和开曼群岛的主要语言，也是波多黎各的第二语言。海地克里奥尔语是海地的官方语言之一，与法语并列。牙买加也讲克里奥尔语，但不是其官方语音。

## 主权国家和其他国家的海外领土
| 国家或地区        | 面积 （平方千米） | 人口 （2017.） | 人口密度 （每平方千米） | 首都     | 官方语言              |
| ----------------- | ----------------- | -------------- | ----------------------- | -------- | --------------------- |
| 开曼群岛(英国)    | 264               | 58,441         | 207.9                   | 乔治敦   | 英语                  |
| 古巴              | 110,860           | 11,147,407     | 102.4                   | 哈瓦那   | 西班牙语              |
|                   | 48,442            | 10,734,247     | 183.7                   | 聖多明哥 | 西班牙语              |
| 海地              | 27,750            | 10,646,714     | 292.7                   | 太子港   | 海地克里奥尔语、 法语 |
| 牙买加            | 10,991            | 2,990,561      | 248.6                   | 金斯敦   | 西班牙语              |
| 波多黎各 （美国） | 9,104             | 3,351,827      | 430.2                   | 聖胡安   | 西班牙语、英语        |
| 总                | 207,411           | 38,929,197     | 169.05                  |          |                       |